# Fed Cup 2012 Zona Asia/Oceania Gruppo II - Pool A
Il Pool A della Zona Asia/Oceania Gruppo II nella Fed Cup 2012 è uno dei due pool (gironi) in cui è suddiviso il Gruppo II della zona Asia/Oceania. Cinque squadre si sono scontrate nel formato round robin. (vedi anche Pool B)
|   | Pool A             | Hong Kong (bandiera) | Kirghizistan (bandiera) | Pakistan (bandiera) | Singapore (bandiera) | Sri Lanka (bandiera) |
| 1 | Hong Kong (4-0)    |                      | 2-1                     | 3-0                 | 3-0                  | 3-0                  |
| 2 | Kirghizistan (3-1) | 1-2                  |                         | 3-0                 | 2-1                  | 3-0                  |
| 3 | Pakistan (1-3)     | 0-3                  | 0-3                     |                     | 2-1                  | 1-2                  |
| 4 | Singapore (1-3)    | 0-3                  | 1-2                     | 1-2                 |                      | 2-1                  |
| 5 | Sri Lanka (1-3)    | 0-3                  | 0-3                     | 2-1                 | 1-2                  |                      |

## Kirghizistan vs. Pakistan
| Kirghizistan 3 | Shenzhen Luohu Tennis Center, Shenzhen, Cina 30 gennaio 2012 cemento indoor | Shenzhen Luohu Tennis Center, Shenzhen, Cina 30 gennaio 2012 cemento indoor | Pakistan 0 |     |   |  |
| \| \| \| \| 1 \| 2 \| 3 \| \| \| - \| \| ------------------------------------------------------------- \| --- \| --- \| - \| \| \| 1 \| \| Inna Volkovich Ushna Suhail \| 6 4 \| 6 3 \| \| \| \| 2 \| \| Bermet Duvanaeva Saba Aziz \| 6 1 \| 6 1 \| \| \| \| 3 \| \| Bermet Duvanaeva / Inna Volkovich Sara Mansoor / Ushna Suhail \| 7 5 \| 6 0 \| \| \| |                                                                             |                                                                             |            |     |   |  |
| |                                                                             |                                                                             | 1          | 2   | 3 |  |
| 1 | Kirghizistan (bandiera) · Pakistan (bandiera)                               | Inna Volkovich Ushna Suhail                                                 | 6 4        | 6 3 |   |  |
| 2 | Kirghizistan (bandiera) · Pakistan (bandiera)                               | Bermet Duvanaeva Saba Aziz                                                  | 6 1        | 6 1 |   |  |
| 3 | Kirghizistan (bandiera) · Pakistan (bandiera)                               | Bermet Duvanaeva / Inna Volkovich Sara Mansoor / Ushna Suhail               | 7 5        | 6 0 |   |  |

## Singapore vs. Sri Lanka
| Singapore 2 | Shenzhen Luohu Tennis Center, Shenzhen, Cina 30 gennaio 2012 cemento indoor | Shenzhen Luohu Tennis Center, Shenzhen, Cina 30 gennaio 2012 cemento indoor | Sri Lanka 1 |     |   |  |
| \| \| \| \| 1 \| 2 \| 3 \| \| \| - \| \| --------------------------------------------------------------------- \| --- \| --- \| - \| \| \| 1 \| \| Hannah En Xin Chew Roshenka Fernando \| 6 4 \| 6 3 \| \| \| \| 2 \| \| Geraldine Ang Thisuri Molligoda \| 1 6 \| 3 6 \| \| \| \| 3 \| \| Geraldine Ang / Ee Yi Olivia Koh Nilushi Fernando / Roshenka Fernando \| 6 4 \| 6 4 \| \| \| |                                                                             |                                                                             |             |     |   |  |
| |                                                                             |                                                                             | 1           | 2   | 3 |  |
| 1 | Singapore (bandiera) · Sri Lanka (bandiera)                                 | Hannah En Xin Chew Roshenka Fernando                                        | 6 4         | 6 3 |   |  |
| 2 | Singapore (bandiera) · Sri Lanka (bandiera)                                 | Geraldine Ang Thisuri Molligoda                                             | 1 6         | 3 6 |   |  |
| 3 | Singapore (bandiera) · Sri Lanka (bandiera)                                 | Geraldine Ang / Ee Yi Olivia Koh Nilushi Fernando / Roshenka Fernando       | 6 4         | 6 4 |   |  |

## Hong Kong vs. Sri Lanka
| Hong Kong 3 | Shenzhen Luohu Tennis Center, Shenzhen, Cina 31 gennaio 2012 cemento indoor | Shenzhen Luohu Tennis Center, Shenzhen, Cina 31 gennaio 2012 cemento indoor | Sri Lanka 0 |     |   |  |
| \| \| \| \| 1 \| 2 \| 3 \| \| \| - \| \| -------------------------------------------------------------------- \| --- \| --- \| - \| \| \| 1 \| \| Wing-Yau Venise Chan Nilushi Fernando \| 6 1 \| 6 0 \| \| \| \| 2 \| \| Ling Zhang Roshenka Fernando \| 6 0 \| 6 1 \| \| \| \| 3 \| \| Eudice Wong Chong / Zi-Jun Yang Nilushi Fernando / Thisuri Molligoda \| 6 1 \| 6 0 \| \| \| |                                                                             |                                                                             |             |     |   |  |
| |                                                                             |                                                                             | 1           | 2   | 3 |  |
| 1 | Hong Kong (bandiera) · Sri Lanka (bandiera)                                 | Wing-Yau Venise Chan Nilushi Fernando                                       | 6 1         | 6 0 |   |  |
| 2 | Hong Kong (bandiera) · Sri Lanka (bandiera)                                 | Ling Zhang Roshenka Fernando                                                | 6 0         | 6 1 |   |  |
| 3 | Hong Kong (bandiera) · Sri Lanka (bandiera)                                 | Eudice Wong Chong / Zi-Jun Yang Nilushi Fernando / Thisuri Molligoda        | 6 1         | 6 0 |   |  |

## Singapore vs. Pakistan
| Singapore 1 | Shenzhen Luohu Tennis Center, Shenzhen, Cina 31 gennaio 2012 cemento indoor | Shenzhen Luohu Tennis Center, Shenzhen, Cina 31 gennaio 2012 cemento indoor | Pakistan 2 |     |     |  |
| \| \| \| \| 1 \| 2 \| 3 \| \| \| - \| \| ------------------------------------------------------------ \| --- \| --- \| --- \| \| \| 1 \| \| Hannah En Xin Chew Ushna Suhail \| 1 6 \| 4 6 \| \| \| \| 2 \| \| Geraldine Ang Saba Aziz \| 4 6 \| 6 0 \| 6 2 \| \| \| 3 \| \| Geraldine Ang / Ee Yi Olivia Koh Sara Mansoor / Ushna Suhail \| 3 6 \| 4 6 \| \| \| |                                                                             |                                                                             |            |     |     |  |
| |                                                                             |                                                                             | 1          | 2   | 3   |  |
| 1 | Singapore (bandiera) · Pakistan (bandiera)                                  | Hannah En Xin Chew Ushna Suhail                                             | 1 6        | 4 6 |     |  |
| 2 | Singapore (bandiera) · Pakistan (bandiera)                                  | Geraldine Ang Saba Aziz                                                     | 4 6        | 6 0 | 6 2 |  |
| 3 | Singapore (bandiera) · Pakistan (bandiera)                                  | Geraldine Ang / Ee Yi Olivia Koh Sara Mansoor / Ushna Suhail                | 3 6        | 4 6 |     |  |

## Hong Kong vs. Pakistan
| Hong Kong 3 | Shenzhen Luohu Tennis Center, Shenzhen, Cina 1º febbraio 2012 cemento indoor | Shenzhen Luohu Tennis Center, Shenzhen, Cina 1º febbraio 2012 cemento indoor | Pakistan 0 |     |   |  |
| \| \| \| \| 1 \| 2 \| 3 \| \| \| - \| \| ---------------------------------------------------- \| --- \| --- \| - \| \| \| 1 \| \| Wing-Yau Venise Chan Ushna Suhail \| 6 1 \| 6 2 \| \| \| \| 2 \| \| Ling Zhang Saba Aziz \| 6 0 \| 6 0 \| \| \| \| 3 \| \| Zi-Jun Yang / Ling Zhang Sara Mansoor / Ushna Suhail \| 6 1 \| 6 1 \| \| \| |                                                                              |                                                                              |            |     |   |  |
| |                                                                              |                                                                              | 1          | 2   | 3 |  |
| 1 | Hong Kong (bandiera) · Pakistan (bandiera)                                   | Wing-Yau Venise Chan Ushna Suhail                                            | 6 1        | 6 2 |   |  |
| 2 | Hong Kong (bandiera) · Pakistan (bandiera)                                   | Ling Zhang Saba Aziz                                                         | 6 0        | 6 0 |   |  |
| 3 | Hong Kong (bandiera) · Pakistan (bandiera)                                   | Zi-Jun Yang / Ling Zhang Sara Mansoor / Ushna Suhail                         | 6 1        | 6 1 |   |  |

## Singapore vs. Kirghizistan
| Singapore 1 | Shenzhen Luohu Tennis Center, Shenzhen, Cina 1º febbraio 2012 cemento indoor | Shenzhen Luohu Tennis Center, Shenzhen, Cina 1º febbraio 2012 cemento indoor | Kirghizistan 2 |      |     |  |
| \| \| \| \| 1 \| 2 \| 3 \| \| \| - \| \| ---------------------------------------------------------------------- \| --- \| ---- \| --- \| \| \| 1 \| \| Hannah En Xin Chew Inna Volkovich \| 2 6 \| 7 64 \| 3 6 \| \| \| 2 \| \| Geraldine Ang Bermet Duvanaeva \| 0 6 \| 1 6 \| \| \| \| 3 \| \| Rehmat Johal / Ee Yi Olivia Koh Zhamilia Duisheeva / Emilia Tenizbaeva \| 6 1 \| 2 6 \| 6 4 \| \| |                                                                              |                                                                              |                |      |     |  |
| |                                                                              |                                                                              | 1              | 2    | 3   |  |
| 1 | Singapore (bandiera) · Kirghizistan (bandiera)                               | Hannah En Xin Chew Inna Volkovich                                            | 2 6            | 7 64 | 3 6 |  |
| 2 | Singapore (bandiera) · Kirghizistan (bandiera)                               | Geraldine Ang Bermet Duvanaeva                                               | 0 6            | 1 6  |     |  |
| 3 | Singapore (bandiera) · Kirghizistan (bandiera)                               | Rehmat Johal / Ee Yi Olivia Koh Zhamilia Duisheeva / Emilia Tenizbaeva       | 6 1            | 2 6  | 6 4 |  |

## Hong Kong vs. Singapore
| Hong Kong 3 | Shenzhen Luohu Tennis Center, Shenzhen, Cina 2 febbraio 2012 cemento indoor | Shenzhen Luohu Tennis Center, Shenzhen, Cina 2 febbraio 2012 cemento indoor | Singapore 0 |     |   |  |
| \| \| \| \| 1 \| 2 \| 3 \| \| \| - \| \| --------------------------------------------------------------- \| --- \| --- \| - \| \| \| 1 \| \| Wing-Yau Venise Chan Hannah En Xin Chew \| 6 0 \| 6 0 \| \| \| \| 2 \| \| Ling Zhang Geraldine Ang \| 6 0 \| 6 0 \| \| \| \| 3 \| \| Eudice Wong Chong / Zi-Jun Yang Rehmat Johal / Ee Yi Olivia Koh \| 6 1 \| 6 0 \| \| \| |                                                                             |                                                                             |             |     |   |  |
| |                                                                             |                                                                             | 1           | 2   | 3 |  |
| 1 | Hong Kong (bandiera) · Singapore (bandiera)                                 | Wing-Yau Venise Chan Hannah En Xin Chew                                     | 6 0         | 6 0 |   |  |
| 2 | Hong Kong (bandiera) · Singapore (bandiera)                                 | Ling Zhang Geraldine Ang                                                    | 6 0         | 6 0 |   |  |
| 3 | Hong Kong (bandiera) · Singapore (bandiera)                                 | Eudice Wong Chong / Zi-Jun Yang Rehmat Johal / Ee Yi Olivia Koh             | 6 1         | 6 0 |   |  |

## Kirghizistan vs. Sri Lanka
| Kirghizistan 3 | Shenzhen Luohu Tennis Center, Shenzhen, Cina 2 febbraio 2012 cemento indoor | Shenzhen Luohu Tennis Center, Shenzhen, Cina 2 febbraio 2012 cemento indoor | Sri Lanka 0 |     |   |  |
| \| \| \| \| 1 \| 2 \| 3 \| \| \| - \| \| -------------------------------------------------------------------------- \| --- \| --- \| - \| \| \| 1 \| \| Inna Volkovich Nilushi Fernando \| 6 4 \| 7 5 \| \| \| \| 2 \| \| Bermet Duvanaeva Thisuri Molligoda \| 6 0 \| 6 3 \| \| \| \| 3 \| \| Zhamilia Duisheeva / Bermet Duvanaeva Nilushi Fernando / Roshenka Fernando \| 6 2 \| 6 0 \| \| \| |                                                                             |                                                                             |             |     |   |  |
| |                                                                             |                                                                             | 1           | 2   | 3 |  |
| 1 | Kirghizistan (bandiera) · Sri Lanka (bandiera)                              | Inna Volkovich Nilushi Fernando                                             | 6 4         | 7 5 |   |  |
| 2 | Kirghizistan (bandiera) · Sri Lanka (bandiera)                              | Bermet Duvanaeva Thisuri Molligoda                                          | 6 0         | 6 3 |   |  |
| 3 | Kirghizistan (bandiera) · Sri Lanka (bandiera)                              | Zhamilia Duisheeva / Bermet Duvanaeva Nilushi Fernando / Roshenka Fernando  | 6 2         | 6 0 |   |  |

## Hong Kong vs. Kirghizistan
| Hong Kong 2 | Shenzhen Luohu Tennis Center, Shenzhen, Cina 3 febbraio 2012 cemento indoor | Shenzhen Luohu Tennis Center, Shenzhen, Cina 3 febbraio 2012 cemento indoor | Kirghizistan 1 |     |     |  |
| \| \| \| \| 1 \| 2 \| 3 \| \| \| - \| \| ---------------------------------------------------------- \| --- \| --- \| --- \| \| \| 1 \| \| Wing-Yau Venise Chan Inna Volkovich \| 6 0 \| 6 0 \| \| \| \| 2 \| \| Ling Zhang Bermet Duvanaeva \| 6 4 \| 4 6 \| 1 6 \| \| \| 3 \| \| Zi-Jun Yang / Ling Zhang Bermet Duvanaeva / Inna Volkovich \| 6 1 \| 6 1 \| \| \| |                                                                             |                                                                             |                |     |     |  |
| |                                                                             |                                                                             | 1              | 2   | 3   |  |
| 1 | Hong Kong (bandiera) · Kirghizistan (bandiera)                              | Wing-Yau Venise Chan Inna Volkovich                                         | 6 0            | 6 0 |     |  |
| 2 | Hong Kong (bandiera) · Kirghizistan (bandiera)                              | Ling Zhang Bermet Duvanaeva                                                 | 6 4            | 4 6 | 1 6 |  |
| 3 | Hong Kong (bandiera) · Kirghizistan (bandiera)                              | Zi-Jun Yang / Ling Zhang Bermet Duvanaeva / Inna Volkovich                  | 6 1            | 6 1 |     |  |

## Pakistan vs. Sri Lanka
| Pakistan 1 | Shenzhen Luohu Tennis Center, Shenzhen, Cina 3 febbraio 2012 cemento indoor | Shenzhen Luohu Tennis Center, Shenzhen, Cina 3 febbraio 2012 cemento indoor | Sri Lanka 2 |     |   |  |
| \| \| \| \| 1 \| 2 \| 3 \| \| \| - \| \| ---------------------------------------------------------------- \| --- \| --- \| - \| \| \| 1 \| \| Ushna Suhail Roshenka Fernando \| 6 3 \| 6 1 \| \| \| \| 2 \| \| Saba Aziz Thisuri Molligoda \| 4 6 \| 5 7 \| \| \| \| 3 \| \| Sara Mansoor / Ushna Suhail Nilushi Fernando / Thisuri Molligoda \| 4 6 \| 5 7 \| \| \| |                                                                             |                                                                             |             |     |   |  |
| |                                                                             |                                                                             | 1           | 2   | 3 |  |
| 1 | Pakistan (bandiera) · Sri Lanka (bandiera)                                  | Ushna Suhail Roshenka Fernando                                              | 6 3         | 6 1 |   |  |
| 2 | Pakistan (bandiera) · Sri Lanka (bandiera)                                  | Saba Aziz Thisuri Molligoda                                                 | 4 6         | 5 7 |   |  |
| 3 | Pakistan (bandiera) · Sri Lanka (bandiera)                                  | Sara Mansoor / Ushna Suhail Nilushi Fernando / Thisuri Molligoda            | 4 6         | 5 7 |   |  |

## Verdetti
Hong Kong qualificata allo spareggio promozione con la vincitrice della Pool B.